# North West Brook-Ivany's Cove
North West Brook-Ivany's Cove is een voormalig local service district en voormalige designated place in de Canadese provincie Newfoundland en Labrador. 

## Geschiedenis

### Oprichting
In 1999 besloot de bevolking van North West Brook en Ivany's Cove, aan elkaar grenzende plaatsen aan de oostkust van Newfoundland, om zich te verenigen in een local service district (LSD). Het LSD kreeg de naam North West Brook-Ivany's Cove en werd tegelijk voor statistische redenen een designated place (DPL). De gemeentevrije plaatsen kregen alzo voor het eerst een vorm van beperkt lokaal bestuur.

### Bevolkingsevolutie
De Canadese volkstelling van 2001 stelde vast dat North West Brook-Ivany's Cove een bevolkingsomvang van 357 had. In 2006 woonden er nog 300 mensen, wat neerkomt op een daling van 16% in vijf jaar tijd.

### Opheffing
In 2010 werd het LSD North West Brook-Ivany's Cove (net als het aangrenzende LSD Queen's Cove) opgeheven in het kader van een fusie met Random Sound West. De DPL hield eveneens op met bestaan, deze werd met het oog op de volkstelling van 2011 samengevoegd met Queen's Cove tot de nieuwe DPL North West Brook-Ivany's Cove-Queen's Cove.
Sinds de opheffing van het LSD en de DPL in 2010 beschouwt de Canadese overheid North West Brook-Ivany's Cove officieel nog als een settlement ("nederzetting").